# Nagelbeek
Nagelbeek (Limburgs: Nagelbèk of plaatselijk: Gröbbe) is een buurtschap in Schinnen, gemeente Beekdaelen. Nagelbeek is gelegen in het Geleenbeekdal. Ten opzichte van het kerkdorp Schinnen ligt de buurt aan de overzijde van de beek op zo'n anderhalve kilometer ten zuiden van dit dorp aan de op- en afritten van de snelweg A76. De huidige buurtschap ligt als een straatnederzetting aan de grubbe die langs de voormalige zandgroeve (Groeve Nagelbeek) en regionale vuilnisstort richting het Plateau van Schimmert loopt.

## Geschiedenis

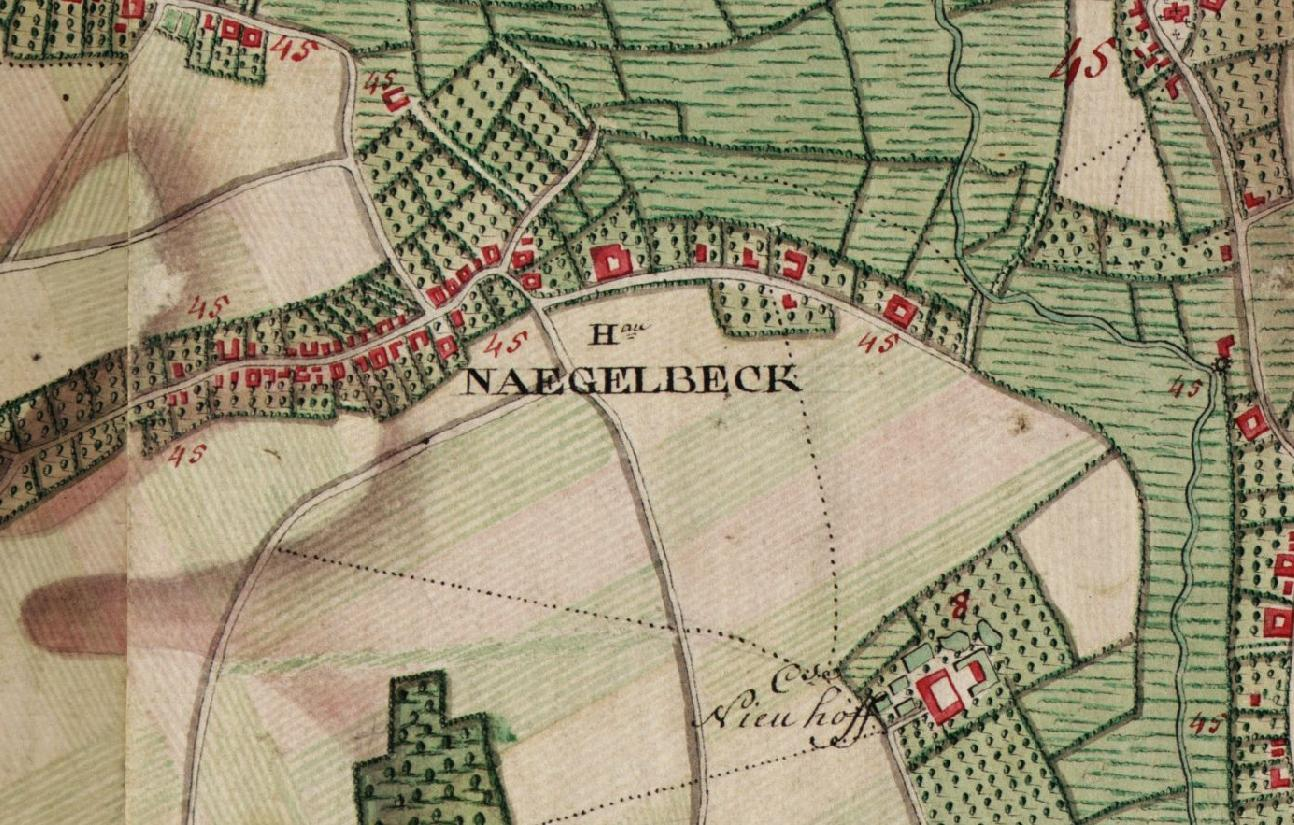
Nagelbeek op de Ferrariskaart van 1771-1775.

De naamsbetekenis van Nagelbeek is niet helemaal duidelijk. Pijls (1925) vermoedt dat het hier gaat om Na gen Beek, maar deze verklaring lijkt iets te simpel. Van Berkel en Samplonius brengen de naam in verband met de waternaam Nagele. Het achtervoegsel -beek wijst dan op de Geleenbeek en niet -zoals bijvoorbeeld in het geval van Spaubeek- op de ligging bij het dorp Beek.
Nagelbeek ligt aan de glooiende helling van het drassige Geleenbeekdal nabij het gehucht Breijnderade en het leengoed Te Broeck. Nagelbeek strekt zich uit langs een grubbe die vanuit het Geleendal het plateau van Schimmert op loopt. In oude documenten noemt men deze grubbe Baecxstraat. Vonk (2010) wijst op een mogelijk verband met het Middelnederlandse “Baec” of “Varken”. De betekenis zou dan te herleiden zijn tot “Varkensstraat”, iets wat opvallend is: de grubbe begint in het Geleendal bij het zogenaamde Varkensbroek. Aan weerszijden van de grubbe liggen uitgestrekte akkerlanden die doorbroken worden door de twee holle wegen Lindenweg en Hettekensweg. Op het plateau van Schimmert heeft men schitterende vergezichten richting Heerlen en Landgraaf. In Nagelbeek lagen vroeger enkele uitgestrekte leengoederen. Zij behoorden toe aan de leenhoven van Sint-Jansgeleen en Terborgh. Belangrijke goederen waren de verspreid in het dal gelegen hoeve De Biessen en het omwaterde herenhuis Te Broeck, waarvan de fundamenten in 1890 werden opgegraven. In het bebouwingscluster Nagelbeek lagen o.a. de leengoederen Houmansgoed en Celliensgoed. Tot eind jaren tachtig van de 20e eeuw had Nagelbeek samen met Hegge een eigen kleuterschool. Deze kleuterschool, Hummeloord, eerst gelegen aan de Hettekensweg in Nagelbeek, verhuisde halverwege de jaren zeventig naar de Lindenweg in de buurtschap Hegge. In 1988 bij de fusie van de twee lagere scholen in Schinnen is Hummeloord gesloten, en moesten ook de jongsten naar de kleuterschool in het dorp.

## Bezienswaardigheden
- De oude lintbebouwing van Nagelbeek is sinds enkele jaren uitgeroepen tot rijksmonument.
- In Nagelbeek startte in 1903 fruitteler Jean Canisius met het stoken van stroop. De stroopfabriek produceert onder de naam Canisius. Sinds december 2003 mag deze stroopfabriek zich hofleverancier noemen.[3] In 2020 ging de fabriek op in Frumarco.[4]
- Aan het begin van de Grubbe plaatsten de families Otermans en Oensels na de Tweede Wereldoorlog een Mariabeeld uit dankbaarheid dat Nagelbeek de oorlogsjaren ongeschonden doorstond. In 1957 is er door de gemeenschap Nagelbeek ter plaatse een Mariakapel gebouwd die door de uit het dorp afkomstige Pater Debets werd ingewijd.
- Aan de Nutherweg staat de Mariakapel, een niskapel die vroeger hoorde bij het Kasteel Reijmersbeek.
- Ten zuidwesten van Nagelbeek ligt het bosgebied Diependaal met aldaar het Geologisch monument Diependaal.

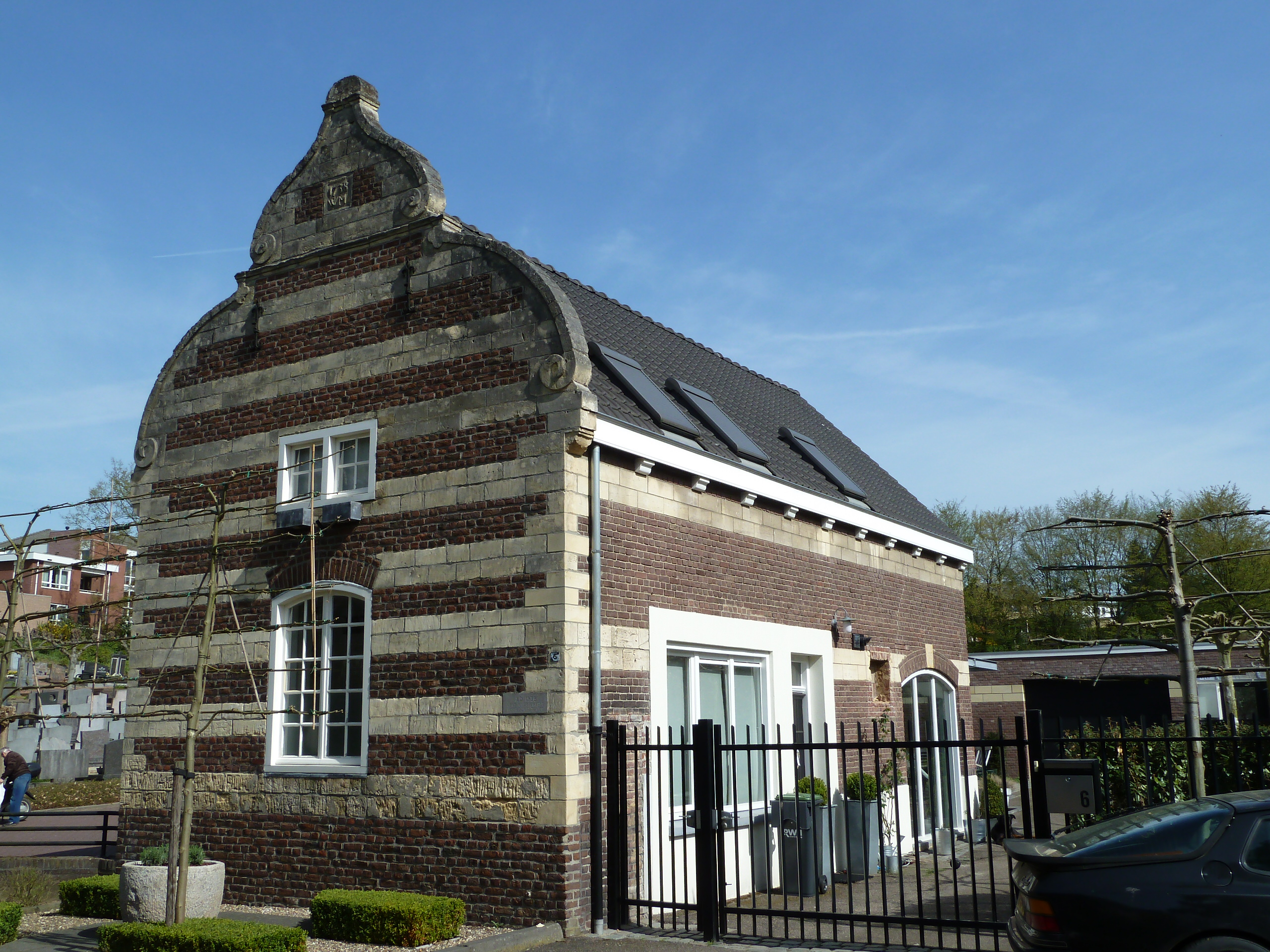
De gevel van Achter de Kerk 6 stond oorspronkelijk in Nagelbeek.
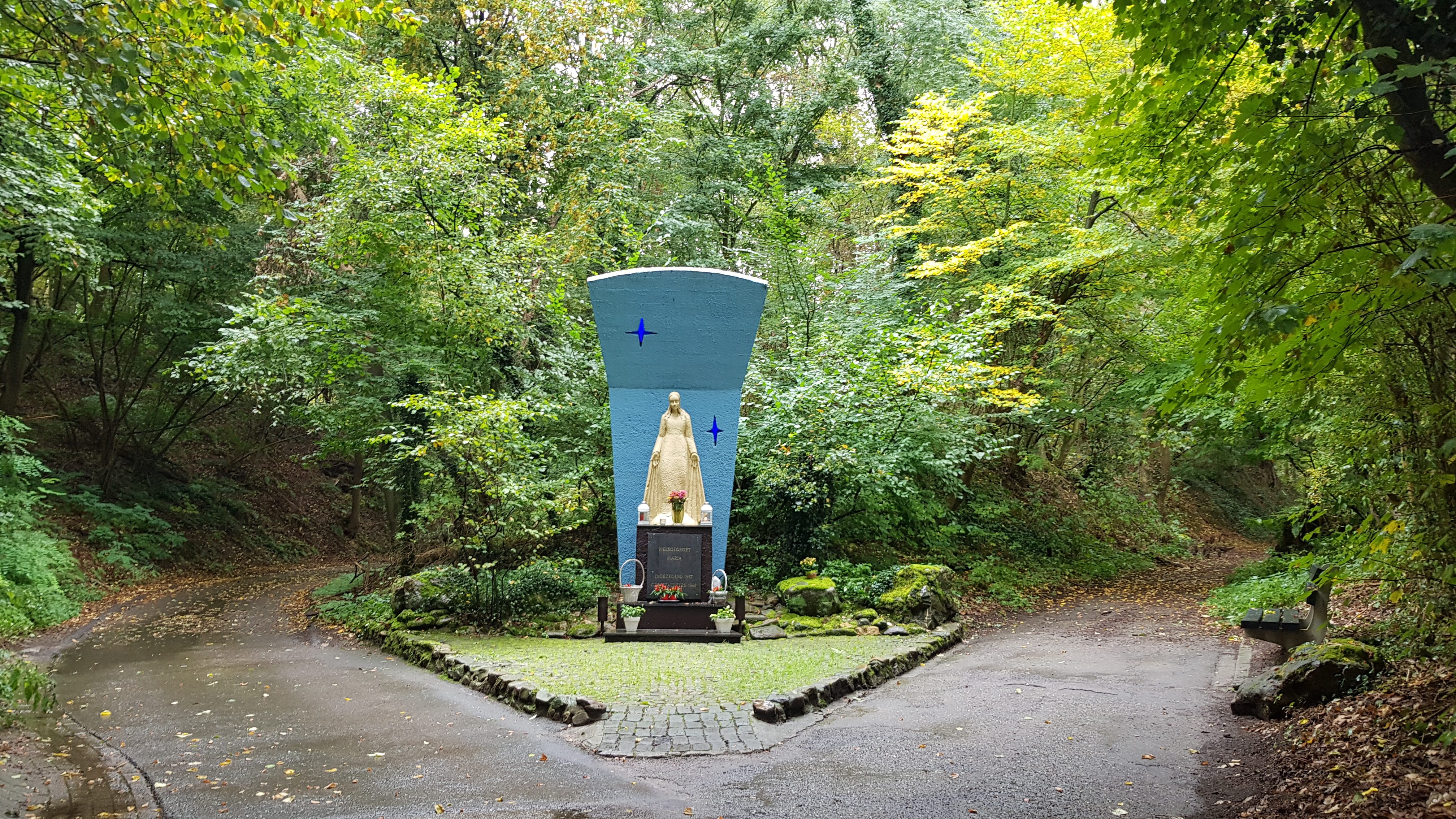
Mariakapel Nagelbeek

## Industrie
In de buurtschap Nagelbeek ligt het bedrijventerrein Breinder waar onder andere Dogcenter K9 is gelegen. Dit bedrijf levert onder andere speurhonden aan het Amerikaanse Witte Huis en het Koninklijk Huis.
Dorpen: Aalbeek · Amstenrade · Arensgenhout · Bingelrade · Doenrade · Hulsberg · Jabeek · Merkelbeek · Nuth · Oirsbeek · Puth · Schimmert · Schinnen · Schinveld · Sweikhuizen · Vaesrade · Wijnandsrade

Buurtschappen en gehuchten: Bovenste Puth · Brand · Breinder · Brommelen · Daniken (deels) · Douvergenhout · Etzenrade · Gracht · Grijzegrubben · Haasdal · Hegge · Heisterbrug · Helle · Hellebroek · Hommert · Hunnecum · Kamp · Kathagen · Klein-Doenrade · Kleingenhout · Kling · Kruis · Laar · Leeuw · Nagelbeek · Nierhoven · Oensel · Onderste Puth · Op de Bies · Op den Hering · Oppeven · Reuken · Swier · Terstraten · Tervoorst · Thull · Viel · Vink · Wintraak · Wissengracht · Wolfhagen

Limburg: Steden en dorpen      Nederland: Provincies · Gemeenten